# Romanzi di Ernest Hemingway
1926: Fiesta: Il sole sorgerà ancora
1929: Addio alle armi
1935: Verdi colline d'Africa
1937: Avere e non avere
1940: Per chi suona la campana
1950: Di là dal fiume e tra gli alberi
1951: Torrenti di primavera
1952: Il vecchio e il mare
1964: Festa mobile
1970: Isole nella corrente
1987: Il giardino dell'Eden
1999: Vero all'alba

## Romanzi

### 1926 -The Sun Also Rises(Fiesta: Il sole sorgerà ancora)
Il 22 ottobre 1926 uscì a New York Fiesta (Il sole sorgerà ancora) pubblicato dall'editore Scribner's.
Nel 1925 Hemingway si recò insieme alla moglie Hadley, all'amico William Smith, all'umorista Donald Ogden Stewart e ad Harold Loeb, che dirigeva la rivista Broom, An International Magazine of the Arts, a Pamplona per la terza volta alla Fiesta di San Fermín.
Pieno di entusiasmo aveva pensato di ritrovare la bella atmosfera dell'anno precedente quando si era recato con Bill Bird, John Dos Passos, Don Stewart e Robert McAlmon ma rimase molto deluso. Al gruppo si era infatti unita una giovane ed eccentrica donna in attesa di divorzio, Lady Duff Twysden, che creò all'interno del gruppo scompiglio, tensione e litigi.
Al termine della "Fiesta", Hemingway ed Hadley si recarono a Madrid dove fecero lunghe visite al Museo del Prado e assistettero a numerose corride. In quei giorni Hemingway, ispirato dagli avvenimenti accaduti nei giorni precedenti e che lo avevano coinvolto in prima persona, iniziò a scrivere il romanzo e quando fece ritorno a Parigi, dopo soli quarantotto giorni, il 21 settembre mise la parola "Fine" ai sette quaderni che aveva riempito di getto.
Aveva intitolato il libro Fiesta ma alla fine rinunciò perché non voleva adottare una parola straniera e dopo aver annotato sul retro di uno dei quaderni usati per la stesura del romanzo diversi titoli, tra cui The Lost Generation, nome coniato da Gertrude Stein, durante una gita a Chartres decise di dargli il titolo The Sun Also Rises (Il sole sorge ancora).
Hemingway lavorò intorno al libro ancora per un anno, poi trovò una scappatoia per liberarsi dall'editore Liveright e nella primavera del 1926 andò a trovare l'editore Scribner al quale era stato raccomandato dallo scrittore in quel momento maggiormente in voga, Francis Scott Fitzgerald. Venne accolto dal curatore editoriale Maxwell Perkins che gli offrì 1.500 dollari per il romanzo e anche per Torrents of Spring che Liveright aveva rifiutato e, corrette in seguito le bozze, il 27 agosto le inviò a Scribner e in ottobre il libro uscì alle stampe.
Il romanzo ebbe subito un grande successo e in soli due mesi vendette 7 000 copie. Apparvero gli articoli di critica dove si faceva elogio della prosa asciutta e forte, della capacità di costruire i dialoghi, della tensione che sapeva creare l'azione.
L'opera era veramente "nuova", le scene, costruite con sapiente maestria, si susseguivano una dopo l'altra e, come scrisse Giovanni Cecchin:
Intanto a Parigi i suoi amici, molti americani espatriati, cercavano di riconoscersi nei personaggi del romanzo e iniziò, come scrive Fernanda Pivano
Harold Loeb, che nel libro era stato chiamato Robert Cohn, si offese. Hemingway aveva ritratto anche se stesso in Jake Barnes, reduce dalla prima guerra mondiale, fisicamente e moralmente ferito. Così il tema della guerra, che aveva provocato una forte crisi di valori, fa da sottofondo in tutto il libro e, in un certo senso, spiega il comportamento inquieto dei suoi protagonisti.
Il libro diventò presto, insieme allo scrittore, come già era accaduto nel 1920 con Di qua dal Paradiso di Fitzgerald, un testo di "culto" e nei campus delle università i giovani imitavano Lady Brett e Jake-Hemingway. Non mancarono le critiche, come quella di Virginia Woolf che accusava lo scrittore di essere troppo sicuro della sua mascolinità; altri critici lo accusarono di trattare di gente da poco, come toreri, alcolizzati e prostitute e persino l'amico Dos Passos ebbe da ridire. Ci furono però tanti apprezzamenti e soprattutto gesti di solidarietà come nel caso di un libraio, Louis Cohn, che riuscì a recuperare il capitolo che era stato scartato da Hemingway dopo il suggerimento di Fitzgerald.
Del libro venne fatta una riduzione cinematografica da Darryl F. Zanuck per la 20th Century Fox che venne proiettato nel 1957 con la sceneggiatura di Peter Viertel, la regia di Henry King e l'interpretazione di Tyrone Power, Ava Gardner, Mel Ferrer, Errol Flynn e Juliette Gréco.

### 1929 -A Farewell to Arms(Addio alle armi)
Il romanzo A Farewell to Arms (Addio alle armi), ispirato dalla traumatica esperienza di Hemingway durante la prima guerra mondiale, fu pubblicato da Scribner's a New York il 27 settembre 1929.
Dai giorni drammatici trascorsi dal giovane Hemingway sulle rive del basso Piave nelle vicinanze di Fossalta e dai mesi trascorsi in ospedale dopo le ferite subite, nacque l'idea del libro Addio alle armi.
Hemingway però cominciò a scrivere il romanzo solamente dieci anni dopo quando già aveva pubblicato il suo primo libro, Il sole sorge ancora. Nel marzo del 1928 lo scrittore si trovava a Parigi e, nel suo studio di Rue Férou, iniziò a scrivere le prime bozze che riprese a Key West durante la primavera e continuò per tutta l'estate a Piggott e a Kansas City. Alla fine di agosto portò la prima stesura a Big Horn nel Wyoming e per cinque mesi si impegnò nella revisione dello scritto che fu pronto nel gennaio del 1929.
Lo Scribner's Magazine iniziò la pubblicazione del romanzo a puntate dal numero di maggio fino a quello di ottobre dando ad Hemingway un alto compenso e lo scrittore, nel frattempo, operò molte modifiche al testo. Il 5 giugno del '29 gli giunsero le bozze che egli rimandò all'editore il 24 giugno dopo aver cambiato la parte finale.
Quando il libro vide le stampe diventò subito un best seller e i critici scrissero recensioni molto positive e lo classificarono un capolavoro del modernismo.
Nel 1930 il libro, del quale erano state vendute più di 28 000 copie, venne aggiunto alla biblioteca della Casa Bianca e il 22 settembre venne rappresentata la riduzione teatrale dal National Theatre di New York che, anche se durò solo tre settimane, servì ad attirare l'attenzione di Hollywood.
Nel 1932 la Paramount comprò i diritti e girò un film con la regia di Frank Borzage. Gary Cooper interpreterà la parte di Frederick Henry (nel quale si rispecchia lo stesso Hemingway), Helen Hayes quella di Catherine Barkley e Adolphe Menjou quella del maggiore Alessandro Rinaldi.
Nel 1957 la 20th Century Fox fece una nuova edizione del film per il produttore David O'Selznick con la regia di Charles Vidor e la sceneggiatura di Ben Hecht. A interpretare la parte di Frederick sarà questa volta l'attore Rock Hudson mentre quella di Catherine sarà assegnata all'attrice Jennifer Jones. Faranno parte del cast cinematografico alcuni attori italiani come Vittorio De Sica nel ruolo del maggiore Rinaldi e in altri ruoli Alberto Sordi e Franco Interlenghi.
Nel 1942 l'editore Crown di New York affidò ad Hemingway l'incarico di curare un'antologia che raccogliesse scritti di guerra ed egli vi incluse l'episodio di Caporetto tratto dal romanzo.
Il 15 novembre 1948 uscirà una nuova edizione del romanzo illustrata da Daniel Rasmusson e con un'introduzione di Hemingway stesso (la data a fine testo è del 30 giugno 1948 da Finca Vigia, San Francisco de Paula, Cuba), tradotta e riportata anche nella versione italiana del romanzo, nella quale lo scrittore, ripercorrendo i ricordi racconta dove, come e quando è stato scritto il libro oltre alla sua gioia di scrivere e alle sue difficoltà.
Addio alle armi è indubbiamente un libro contro la guerra anche se la guerra, per l'esperienza vissuta in prima persona, assunse sempre per lo scrittore un valore positivo di formazione.

### 1935 -The Green Hills of Africa(Verdi colline d'Africa)
The Green Hills of Africa (Verdi colline d'Africa) venne pubblicato da Scribner's il 25 ottobre 1935.
Il romanzo venne ispirato dal safari, fatto con la moglie Pauline Pfeiffer nel 1933- 1934 dopo essere stato rimandato per tre anni.
Dopo un viaggio durato quattro mesi il 3 aprile del 1934 Hemingway ritornò a Key West e iniziò subito a scrivere la storia del safari, non sotto forma di libro di viaggio ma di romanzo e alla fine di aprile aveva già provveduto alla stesura delle prime cinquanta pagine e aveva già pensato al titolo provvisorio, The Highlands of Africa (Gli altopiani dell'Africa) e al sottotitolo, Hunters are Brothers (I cacciatori sono fratelli).
Il 16 novembre di quell'anno il libro era terminato ed Hemingway avvertì Perkins che la prima stesura era finita. A metà gennaio del 1935 Marxwell Perkins si recò a trovarlo insieme alla moglie Louise e, presa visione del dattiloscritto ne discusse il compenso per la cessione dei diritti per poterlo pubblicare a puntate. Uscì così sullo "Scribner's Magazine", da maggio a ottobre, la prima puntata del libro illustrato da Edward Shenton mentre il manoscritto definitivo venne inviato a Perkins il 7 febbraio 1935.
Il libro non ottenne il successo sperato anche perché lo scrittore aveva scritto parole offensive nei confronti di altri scrittori e di alcuni critici e lo stesso Edmund Wilson definì il libro molto "debole".

### 1937 -To Have and Have Not(Avere e non avere)
To Have and Have Not (Avere e non avere) venne pubblicato sempre da Scribner's a New York il 15 ottobre 1937 e, seppure considerato un romanzo dall'autore, è in realtà composto da tre racconti. Di questi tre racconti due erano già stati pubblicati: One Trip Across (Una traversata) nell'aprile del 1934 sulla rivista Cosmopolitan e The Tradesman's Return (Il ritorno del commerciante), sulla rivista Esquire nel febbraio del 1936.
Mentre era a Madrid, nel settembre del 1933, Hemingway scrisse Una traversata che venne accettato subito da Cosmopolitan a una cifra molto alta. Lo scrittore introduce in questo racconto un nuovo personaggio, Harry Morgan, un ex-poliziotto di Miami che noleggiava battelli a Key West e che per mantenere moglie e figlia faceva il contrabbandiere. Esso si ispira a Josie Grunts, il proprietario dello Sloppy Joe's Bar che, diventato amico di Hemingway nel 1928, gli affittava la barca Anita per andare a pescare nel mare di Cuba e che gli aveva fatto scoprire la pesca del pescespada. L'idea del racconto gli era nata durante la seconda spedizione nell'aprile del 1933 quando pensò di raccogliere materiale sui misteri della Corrente del Golfo.
Anche il secondo racconto, The Tradesnan's Return (Il ritorno del commerciante), scritto a Key West nel novembre del 1935, aveva come protagonista Harry Morgan che durante una sparatoria perdeva il braccio destro e gli veniva confiscato il battello.
Nel luglio del 1936 Hemingway ebbe l'idea di riunire i due racconti e aggiungere una terza parte realizzando così un romanzo che, nell'intenzione dello scrittore, doveva essere un libro sulla società secondo la tendenza di quel periodo.
La prima stesura del libro venne terminata a Key West il 2 gennaio 1937 e lo scrittore propose come titolo The Various Arms (Le varie armi) o Return to the Wars (Ritorno alle guerre) mentre la correzione delle prime bozze, che gli furono spedite a New York, fu fatta negli intervalli dei suoi viaggi in Spagna e quando il 15 ottobre del 1937 il libro venne pubblicato, Hemingway si trovava a Madrid con Martha Gellhorn.
In brevissimo tempo il romanzo ottenne il quarto posto nelle vendite dei best seller e la rivista Time pubblicò in autunno la fotografia di Hemingway sulla copertina.
Nel 1939 Hemingway vendette alla "Hughes Tool Company" i diritti del romanzo per il cinema, il teatro, la radio e la televisione e nel 1944 William Faulkner scrisse la sceneggiatura tratta dal romanzo per un film interpretato da Humphrey Bogart e Lauren Bacall, diretto da Howard Hawks che venne presentato nelle sale l'11 ottobre dello stesso anno ma che del romanzo aveva molto poco a che fare. Infatti Faulkner aveva cambiato il personaggio di Harry Morgan riducendolo, da gangster senza morale (cosa impensabile in tempo di guerra) a un uomo politicamente e moralmente accettabile e aveva tramutato i personaggi cattivi del libro in collaborazionisti del governo di Vichy.

### 1940 -For Whom the Bell Tolls(Per chi suona la campana)
For Whom the Bell Tolls (Per chi suona la campana) venne pubblicato da Scribner's il 21 ottobre 1940 e può essere considerato il più grande successo di Hemingway.
Il romanzo, che venne iniziato da Hemingway il 1º marzo 1939, aveva come protagonisti un gruppo di partigiani repubblicani che agivano dietro le linee nazionaliste, tra El Escorial e Segovia, nelle zone boscose della Sierra de Guadarrama in Spagna. La narrazione si svolge in sessantotto ore tra il sabato e il martedì dell'ultima settimana del maggio 1937.
Il 13 agosto le bozze erano pronte tranne le ultime che Hemingway inviò a New York da Sun Valley, Idaho dopo numerose revisioni e avendo scelto il titolo ricavato dalle Meditations di John Donne.
Malgrado le critiche che il libro ricevette alla sua apparizione fossero quasi tutte favorevoli, soprattutto quelle di Dorothy Parker, Edmund Wilson, Lionel Trilling, Mark Shorer e Graham Green, nell'aprile del 1941 il presidente di estrema destra della Columbia University, Murray Butler, impedì l'assegnazione del Premio Pulitzer anche se esso era già stato votato all'unanimità.
Nello stesso anno lo sceneggiatore John de Montijo denunciò il romanzo come plagio sostenendo che la sua sceneggiatura Viva Madero era stata letta mentre Hemingway era presente, ma egli poté dimostrare che quel giorno si trovava all'Avana e la denuncia venne sospesa anche se gli costò 1000 dollari che l'editore trattenne per le spese agli avvocati.
Un saggio molto denigratorio fu poi quello di Arturo Barea, pubblicato in Inghilterra, nel quale si sosteneva che Hemingway conosceva troppo poco della Spagna per descrivere certe scene e che per rendere lo spagnolo originario aveva usato un inglese artificiale e altisonante.
Malgrado questi episodi For Whom the Bell Tolls fu il libro più lodato dello scrittore e quello che raggiunse il maggior numero di vendite. Venne pubblicato con una copertina nera stampata in rosso, bianco, azzurro e grigio e sulla copertina posteriore appariva una bella fotografia dello scrittore scattata da Lloyd Arnold a Sun Valley. Il romanzo, come scrive Fernanda Pivano

### 1950 -Across the River and Into the Trees(Di là dal fiume e tra gli alberi)
Il 7 settembre 1950 vide la pubblicazione Across the River and Into the Trees (Di là dal fiume e tra gli alberi), sempre a New York dall'editore Scribner's, dopo dieci anni in cui lo scrittore non aveva scritto praticamente più nulla tranne l'introduzione a Men at War nel 1941.
Il romanzo, ricco di riferimenti autobiografici, venne pubblicato dapprima a puntate sulla rivista "Cosmopolitan" da febbraio a giugno del 1950. Esso è ambientato a Venezia durante l'inverno, prevalentemente nell'albergo Gritti, ma anche nei vari luoghi ben conosciuti dall'autore, come Fossalta di Piave, dove 30 anni prima Hemingway, come il protagonista del romanzo, fu ferito durante la prima guerra mondiale, o la laguna di Caorle, dove si svolgono le scene di caccia.
Nel 1948, Hemingway andò a Cortina d'Ampezzo e lì incontrò coloro che diventeranno i protagonisti di Across the River and Into the Trees, fra i quali spicca la diciannovenne Adriana Ivancich, di cui Hemingway si innamorò in quel periodo, e che divenne la Renata del romanzo. Trasferitosi poi a Venezia soggiornò all'Hotel Gritti e alla locanda Cipriani trascorrendo i pomeriggi a cacciare anatre finché non affittò una casa a Cortina e riprese il progetto di scrivere una trilogia sulla terra, il mare e l'acqua.
Nel 1949 fu colto da un attacco di risipola e dovette recarsi in una clinica di Padova da dove, una volta guarito, fece ritorno a Venezia al Gritti e, interrompendo il romanzo sul mare che doveva far parte della trilogia e che venne pubblicato postumo nel 1970 con il titolo di Island in the Stream (Isole nella corrente) iniziò a scrivere un racconto sulla caccia alle anatre.

 Il racconto però iniziò ad allungarsi diventando la storia dei mesi che aveva trascorso in Italia settentrionale fino ad articolarsi in due momenti, intervallati da trent'anni: il primo momento con il giovane di diciannove anni ferito nella zona del Basso Piave e il secondo momento quando lo stesso giovane, dieci anni dopo, ritorna sugli stessi luoghi.
Ritornato a Cuba il 30 aprile 1949 Hemingway cominciò a stilare un elenco di probabili titoli da dare al romanzo, anche se esso era ancora alla fase della caccia all'anatre, e alla fine scelse Across the River and Into the trees che rispecchiavano in modo abbreviato le ultime parole dette sul punto di morte dal generale Stonewall Jackson.